# Obraz Doriana Graye
Obraz Doriana Graye (The Picture of Dorian Gray) je román, který napsal irský literát Oscar Wilde. Poprvé byl za zády Wilda cenzurován a publikován jako úvodní příběh v časopise Lippincott's Monthly Magazine dne 20. června 1890. Tehdejší verze měla 13 kapitol. Později jej Wilde přepsal, několikrát pozměnil a přidal několik kapitol. Novou verzi o délce 20 kapitol poté vydalo v dubnu o rok později vydavatelství „Ward, Lock, and Co.“. Do češtiny přeložil Jiří Zdeněk Novák.
Román v sobě obsahuje hororové prvky (s gotickým nádechem) a faustovské téma. Zachycuje umělecké pohnutky dekadence i homosexuality, proto byla kniha po svém vydání mnohými odsuzována. Dnes je považována za jeden z pilířů moderní literatury, je jí ovlivněno mnoho dalších děl.
Kniha byla zfilmována americkým režisérem Davidem Rosenbaumem v roce 2004 a britským režisérem Oliverem Parkerem v roce 2009. V roce 2006 na motivy knihy vznikl původní český muzikál Obraz Doriana Graye.

## Postavy
- Dorian Gray – pohledný, mladý a narcistický aristokrat, který přijímá Nový Hedonismus lorda Henryho Wottona. Cílem jeho života se stává zažít každé potěšení.
- lord Henry Wotton – cynický dekadentní aristokrat s hedonistickým světonázorem, který ve společnosti v roli dandyho propaguje, kde může. Původně přítel Basila Hallwarda. Postava sama je kritika Viktoriánské kultury. Sám sebe se snaží studovat vědeckou metodou. Akademici obecně přijímají, že tato postava byla inspirovaná přítelem Oscara Wilda Lordem Ronaldem Gowerem. U Doriana, u něhož si svůj vliv vyloženě užíval, jeho filozofie naráží na jeho svědomí.
- Basil Hallward – utopicky smýšlející malíř věřící v dobro, okouzlený až zamilovaný do Doriana
- Sibyla Vaneová – mladičká a nadaná herečka z chudé rodiny, velmi naivní a plná romantických ideálů
- James Vane – bratr Sibyly, lehce neotesaný dobrodruh, námořník
- pan Issacs – ředitel druhořadého divadla, kde hraje Sibyla; kdysi finančně pomohl rodině Vaneových a žádá si za to Sibylu jako herečku
- Alan Campbell – bývalý Dorianův nerozlučný přítel, výborný chemik, biolog a hudebník
- sir Geoffrey Clouston
- Lord Fermor – strýc Henryho Wottona
- Adrian Singleton – přítel Doriana Graye, kvůli němuž má zkažený život
- Victoria, Lady Wotton – manželka Henryho Wottona, později ho opouští

## Téma
Jak sám Oscar Wilde v předmluvě knihy řekl: „Všechno umění je zároveň povrch a symbol. Ti, kdož jdou pod ten povrch, činí tak na vlastní nebezpečí. Ti, kdož luští ten symbol, činí tak na vlastní nebezpečí.“ Nelze tedy s jistotou postihnout všechny autorovy myšlenky, které se takzvaně nachází pod povrchem.
Kniha převážně pojednává o vztahu mezi reálným životem a uměním, které dle Wilde nemá nic společného s morálkou, sociálním životem,... Hlavním účelem umění má být krása. Jedná se o lartpourlartistu (utilitaristická literární tendence maximalizující krásu umění). Zároveň ovšem umění nelze od života odpoutat.
Další důležité téma knihy je manipulovatelnost člověkem. Zde je znatelný vliv Sigmunda Freuda. Ačkoliv lord Henry Wotton dokáže značně změnit Doriana a vytváří z něj hedonistu, tak část Doriana zůstává zachována a vzniká alter ego. Dorian se tak stává člověkem s dvojími morálními zásadami. Mužem z vysoké a zároveň z nízké společenské vrstvy. Toto je znatelné, když utíká před výčitkami svědomí do nejchudších částí Londýna, do opiového doupěte. Je záhodno zdůraznit, že obraz vlastně symbolizuje stav duše a svědomí mladíka.
Neméně důležitý je všudypřítomný kontrast dokonalosti samotné krásy a lidské nedokonalosti.

## Aforismy z Obrazu Doriana Graye
- Protože ovlivnit někoho znamená dát mu svou vlastní duši.

- Účelem života je rozvoj vlastní osobnosti. Každý z nás má dokonale uplatnit svou vlastní povahu, proto jsme na světě.
- Ženy se brání tím, že útočí, a útočí tím, že se nenadále vzdávají.
- Jediný způsob, jak se zbavit pokušení, je vzdát se mu.
- Muž se žení, protože je znuděn. Žena se vdává, protože je zvědavá. Oba se zklamou.
- ...duch má beze sporu delší trvání než krása...Dokonale poučený člověk - to je moderní ideál
- Muž může být šťasten s kteroukoliv ženou, pokud ji nemiluje.
- Nikdy neříkej, co je morální, neboť se pak nikdy nedopustíš špatné věci.

## Děj
Příběh vypráví o mladém Dorianu Grayovi. Ten svou krásou učaruje malíři Basilu Hallwardovi. Malíř se do Doriana zamiluje. Stává se jeho modelem a múzou. Jednou, když Dorian stojí opět Basilovi modelem, dá se do řeči s malířovým přítelem, lordem Henrym, a nechá se oslnit jeho názory o fungování světa – to, co hýbe světem, je prý krása a mládí. Dorian si uvědomí, že portrét, který mu maluje Basil, bude za několik let nemilosrdně připomínat, jak byl krásný, zatímco on sám již bude zchátralý. Proto vysloví přání, aby známky úpadku nenesl on, ale ten portrét. Jeho přání je naplněno. Z portrétu se stává zrcadlo Dorianovy duše, obraz se mění a odráží hříchy, které Dorian Gray páchá. Dorianova tvář zůstává beze změny, stále mladá a krásná…

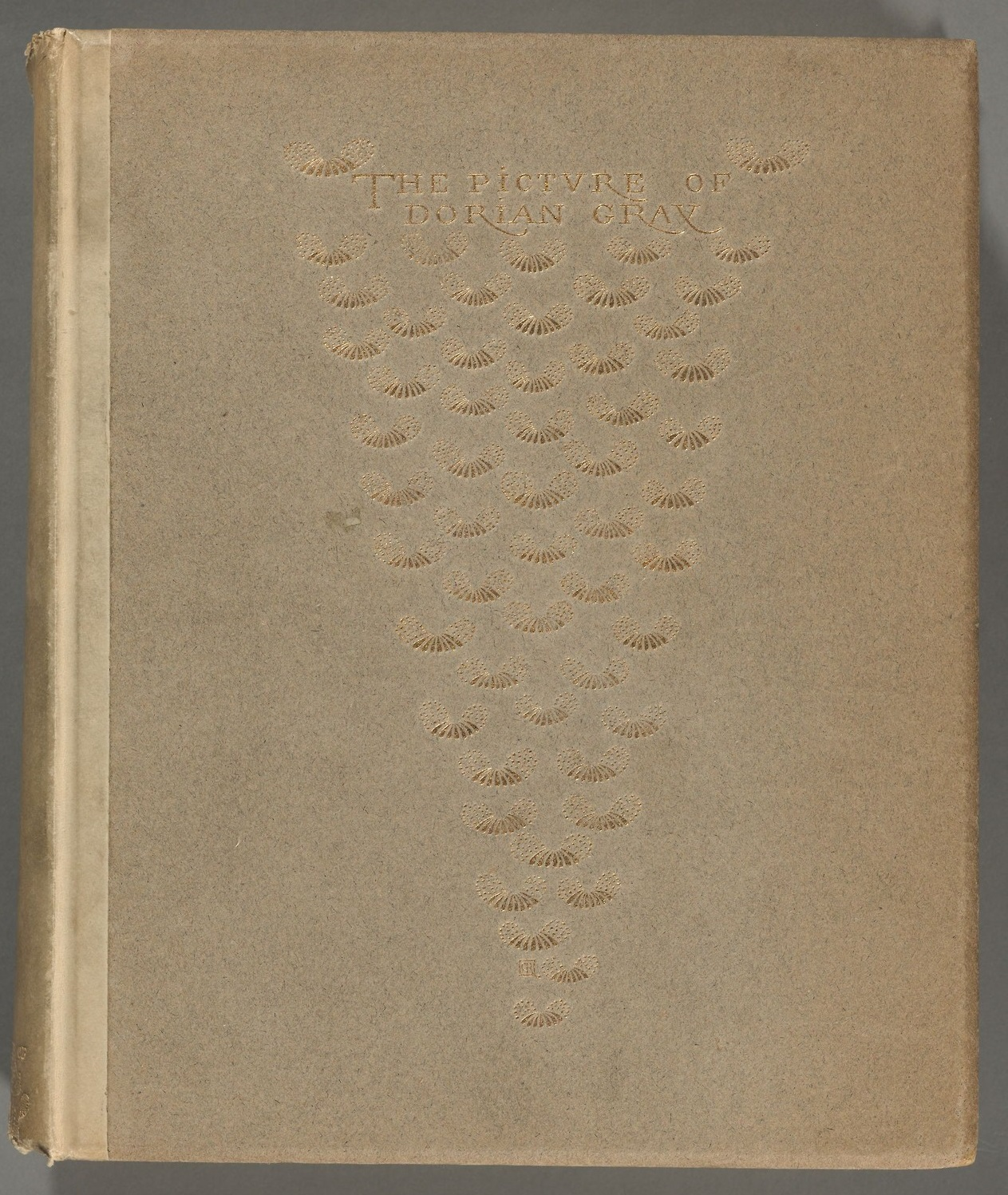
The Picture of Dorian Gray, 1891

## Česká vydání
- Obraz Doriana Graye (přeložil Antonín Tille; V Praze, Nakladatelské družstvo Máje, 1905 a mezi 1918 a 1925)
- Obraz Doriana Graye (přeložil B. Prusík; Nákladem Akademického knihkupectví (Bedřich Bočánek), 1914)
- Obraz Doriana Graye (přeložil Zdeněk Matěj Kuděj; Karlín, Šolc, 1919)
- Obraz Doriana Graye (přeložil dr. B. Prusík; Praha, H. Tůmová, 1920)
- Obraz Doriana Graye (přeložil J. V. Pimassl; V Praze, Rudolf Kmoch, 1948)
- Obraz Doriana Graye (překlad a vysvětlivky J. Z. Novák; Praha, SNKLHU, 1958 a Lidové nakladatelství 1971)
- Cantervillské strašidlo; Obraz Doriana Graye (přeložil J. Z. Novák; Praha, Ivo Železný, 1992)
- Obraz Doriana Graye (překlad Martin Hejna, ilustrace Terezie Krakovská; Praha, R 3, 1993)

## Adaptace
Podle románu bylo natočeno několik filmových adaptací a napsáno několik muzikálů a oper.

### Filmy
- Portrét Doriana Graye – československé drama režiséra Pavola Haspra z roku 1969.
- Portrét Doriana Graye – československé drama režiséra Vladimíra Strniska z roku 1988.
- Obraz Doriana Graye (orig. The Picture of Dorian Gray) – americké drama Davida Rosenbauma z roku 2004.
- Dorian Gray – britské drama režiséra Olivera Parkera z roku 2009.

### Inspirace
- Obraz Doriana Graye – šanson Petra Hapky a Petra Rady, známý v interpretaci Hany Hegerové (1966)[4]

### Muzikály
- Dorian Gray – muzikál Mátyáse Várkonyiho z roku 1990
- Obraz Doriana Graye – původní český muzikál z roku 2006 napsaný na motivy knihy
- Dorian Gray – muzikál Joea Evanse z roku 2009
- Dorian Gray – muzikál Kima Moon-jeonga z roku 2016
- Dorian Gray, la bellezza non ha pietà – muzikál Daniele Martiniho z roku 2016/2018

### Opery
- Dorian Gray – opera Hanse Koxe, premiéra v Scheveningenu roku 1974
- Dorianův osud (Dolja Doriana) – opera Karmelly Cepkolenkové, premiéra v Kyjevské konzervatoři roku 1990
- The Picture of Dorian Gray – opera Lowella Liebermanna, premiéra v Opéra de Monte-Carlo roku 1996
- Dorian Gray – opera Ľubici Čekovské, premiéra ve Slovenském národním divadle roku 2013
- The Picture of Dorian Gray – opera Thomase Agerfeldta Olesena, premiéra ve Dánské národní opeře roku 2013
- Dorian Gray – Un désir de jeunesse éternelle – opera Mariany Ungureanuové, premiéra v pařížském Auditoriu Ohana roku 2018